# Immortal Rain
Immortal Rain (англ. «Бессмертный Рейн») или Meteor Methuselah (яп. メテオ・メトセラ мэтэо мэтосэра) — манга в жанре сёдзё, созданная Каори Одзаки. Впервые была опубликована в японской ежемесячной антологии Wings. По данным Tokyopop на сентябрь 2007 г., текущие 8 выпусков были опубликованы на английском, последующие ожидаются после издания их на японском.

## Сюжет
Юная убийца по имени Матика клянется лишить жизни единственную жертву, до которой её дедушка не смог добраться: бессмертного Метуселаха. Не желая поначалу признавать, что он ей нравится, Матика настойчиво преследует его, а Рейн ждёт того, кто сделал его бессмертным, все ещё связанный обещанием отобрать у него жизнь. Их любовь крепнет в то время, как они сражаются с таинственной организацией охотников за головами и с ангелами, спасая Рейна и, возможно, всё человечество.

## Действующие лица

### Главные персонажи
Мачика Балфалтин — в начале предстает как 14-летняя девушка-ассасин. Её дед, и, предположительно, единственный её опекун, умер за месяц до начала событий. Матика — сорванец, проявляющая мало интереса к мужчинам, до того момента как она встречает Рейна и влюбляется в него. Позже она становится свидетельницей ужасающей «смерти» Рейна, и встречает его годом позже. Её дед ассасин Зол, из-за которого она начала охоту на Рейна, единственную жертву, которую дед так и не смог поймать.
Рейн Джюлитт — более известен как Метуселах. Рейну 624 года. Его бессмертие делает его знаменитым, и за его голову объявлено множество наград. Причина бессмертия Рейна загадочный человек, который появляется в воспоминаниях (в ретроспективных кадрах) в начале сериала. Рейн описывается как «милый неудачник» и является одним из самых забавных персонажей. По мере развития сюжета он влюбляется в Матике. Сторонясь насилия, он избегает близости с кем-либо, поскольку боится того, что они умрут.
Шарем — в ранних выпусках это прекрасная женщина-злодейка. Она вице-президент компании Кальварии, занимающейся поисками секретов бессмертия, вечной молодости и оружия массового поражения. Позже выясняется, что Шарем жена президента, а её сын жертва трагического несчастного случая. Она так и не оправилась от смерти своего сына, особенно, учитывая то, что она больше не могла иметь детей. Она усыновляет сирот как средство истязания своего мужа. После того как её сестра даёт жизнь второму сыну Измаила, она принимает его как собственного ребёнка и называет «Ис» в память о первом сыне. Она не знает, что второй сын реинкарнация Юки.
Юка Коллабел — это человек, всплывающий в воспоминаниях Рейна. Его роль и цель раскрываются по ходу развития серии. Его цель прервать человеческое существование, поскольку каждый раз после своей смерти он рождается заново как другой человек. Юка реинкарнация духа Метуселаха, как затем стали называть Рейна. Он хочет умереть навечно, но единственный способ гарантировать это сделать так, чтобы ни одного человека не осталось в живых. Он возрождается как сын Измаила (его мать, сестра Шарем, умирает сразу после его рождения сразу в виде маленького мальчика), и Шарем называет его «Ис», поскольку она верит, что он реинкарнация его сына Иса. В прошлой «жизни» у него был опыт создания «ангелов» как средств массового поражения. Он несет ответственность за смерть Фреи, создание биологического оружия и бессмертие Рейна. Он хочет, чтобы Рейн пережил его боль и понял отчаяние бессмертного человека. В последующих выпусках присутствует намёк на то, что часть Юкки втайне хочет, чтобы Рейн остановил его.
Фрейя — девушка, которую Рейн также видит в своих воспоминаниях. Она была первой любовью Рейна, перед тем как его подстрелил Юка. Она играла на скрипке, которую Рейн носит с собой, несмотря на то, что не умеет играть на ней. Поскольку она была одним из зараженных «экземпляров» в экспериментах Юки, ещё не прошедшим трансформацию, её кровь была использована для превращения Рейна в бессмертного. К несчастью для Рейна, Фрейя больше любила Юку. Рейну постоянно вспоминается Фрейя, когда он с Матикой.
Кики — котообразный «ангел», созданный 600 лет назад, во время превращения Рейна. Он был спасен Доктором и отдан Матике. В пятом выпуске Кики научился говорить и пристрастился к кошачьей еде.
Зол, Мрачный Жнец — дед Матики, а также известный наёмный убийца, впоследствии убитый. Единственная жертва, что он не смог поймать, был бессмертный Метуселах. Его фирменным оружием была коса, которую теперь носит Матика, и он был для Матики самым близким человеком до того, как она встретила Рейна. Есть небольшая предыстория о столкновении между Рейном и Золом или богом смерти востока в японском журнале «Хаклберри».